# Rocco Pagano
Rocco Pagano (San Nicandro Garganico, 23 settembre 1963) è un ex calciatore italiano, di ruolo centrocampista.

## Carriera
Cresciuto nelle giovanili della Juventus senza riuscire ad approdare alla prima squadra, dopo tre stagioni in Serie C2 con tre formazioni differenti, nel 1985 viene acquistato dal Pescara, militante in Serie B, con cui è protagonista, con 7 reti all'attivo, della promozione in massima serie della stagione 1986-1987.
Esordisce in Serie A, a 24 anni non ancora compiuti, il 13 settembre 1987 (con la maglia del Pescara) in una partita contro l'Inter di Giovanni Trapattoni, in uno storico 0-2 per gli adriatici a Milano. Segna inoltre un gol contro la Juventus in una partita vinta 2-0 dal Pescara in casa.
A fine anni 1980, dopo due anni consecutivi di A e uno di B col Pescara, si trasferisce all'Udinese per poi tornare in Abruzzo dove è artefice della promozione in massima serie dopo una stagione con 10 reti segnate all'attivo. Nella stagione 1992-1993 passa al Perugia, con cui sale in tre stagioni dalla Serie C1 alla A, per poi tornare in C1 con l'Ancona e scendere in Serie C2 al Teramo.
Ha quindi giocato un anno in Interregionale con l'Angolana ed ha poi continuato la carriera nelle categorie minori abruzzesi militando nell'Eccellenza con Francavilla e Ortona.
Successivamente Pagano passa a militare nei campionati dilettantistici abruzzesi: nel 2009-2010, ha giocato con la Virtus Tollo, l'Adriano Flacco e con la Tollese.
In carriera ha totalizzato complessivamente 65 presenze e 6 reti in Serie A, e 210 presenze e 29 reti in Serie B. Ha ottenuto tre promozioni in massima serie (col Pescara nelle stagioni 1986-1987 e 1991-1992, col Perugia nella stagione 1995-1996). Lo storico capitano del Milan, Paolo Maldini, ha dichiarato in varie interviste che Rocco Pagano è stato il giocatore più difficile da marcare in tutta la sua carriera.
Nel 2014 ha festeggiato le 1000 partire in carriera.

## Palmarès

### Club
- Campionato italiano di Serie B: 1

Pescara: 1986-1987 (ex aequo con il Pisa)
- Campionato italiano Serie C1: 1

Perugia: 1993-1994 (girone B)

### Individuale
- Capocannoniere della Coppa Mitropa: 1

1987-1988 (2 gol) a pari merito con János Mózner, Luca Cecconi e Daniele Bernazzani